# Thomas G. Waites
Thomas G. Waites (Philadelphia (Pennsylvania), 8 januari 1955) is een Amerikaans acteur.

## Biografie
Waites heeft acteren geleerd aan de Juilliard School in New York. Hij heeft een bachelor of arts gehaald in schrijven aan de The New School in New York en een master of fine arts in toneelschrijven aan de Universiteit van Iowa in Iowa City.
Waites begon in 1976 met acteren in de film The Other Side of Victory. Hierna heeft hij nog meerdere rollen gespeeld in films en televisieseries zoals The Thing (1982), The Clan of the Cave Bear (1986), All My Children (1987), Money Train (1995) en Oz (2001-2003).
Waites is ook actief in het theater, hij maakte in 1983 zijn debuut op Broadway met het toneelstuk Teaneck Tanzi: The Venus Flytrap als Dean Rebel. Hierna speelde hij nog tweemaal op Broadway, in 1984 met het toneelstuk Awake and Sing! als Ralph Berger en in 1992 met het toneelstuk Search and Destroy als Robert.

## Filmografie

### Films
Uitgezonderd korte films.
- 2024 Godless - als Mgr. Jack Whalen
- 2021 6:45 - als Larry
- 2019 The Savant - als chief Bocchino
- 2012 Broadway's Finest – als Ceaser
- 2011 The Life Zone – als Roger Fields
- 2011 The Great Fight – als chief Bocchino
- 2011 The Grand Theft – als Randy Lemar
- 2010 An Affirmative Act – als Samuel Backus
- 2008 The Look – als Ivy Moulton
- 2005 The Exonerated – als hulpsheriff
- 2001 Nailed – als tapijtlegger
- 1999 Rites of Passage – als John Willio
- 1999 American Virgin – als Grip
- 1997 A thousand Men and a Baby – als sergeant
- 1997 Most Wanted – als sergeant
- 1997 An American Affair– als Mulroney
- 1996 Timelock – als Warden Andrews
- 1995 Money Train – als kapitein
- 1991 McBain – als Gill
- 1990 State of Grace – als man van Frankie
- 1988 Shakedown – als officier Kelly
- 1987 The Verne Miller Story – als Al Capone
- 1987 Light of Day – als Smittle
- 1986 The Clan of the Cave Bear – als Broud
- 1983 The Face of Rage – als Howard
- 1983 O'Malley – als Paul
- 1982 The Thing – als Windows
- 1979 ...And Justice for All – als Jeff McCullaugh
- 1979 The Warriors – als Fox
- 1978 On the Yard – als Chilly

### Televisieseries
Uitgezonderd eenmalige gastrollen.
- 2001 – 2003 Oz – als Henry Stanton – 7 afl.
- 1987 All My Children - als Otis Price - ? afl.

### Computerspellen
- 2008 Grand Theft Auto IV – als priester
- 2005 The Warriors – als Fox

- Gemeinsame Normdatei: 1290359202
- International Standard Name Identifier: 0000 0001 2011 2585
- Library of Congress Control Number: no2011080548
- Virtual International Authority File: 171180573
- WorldCat: E39PBJyWP9PcJ7yWrY4rDDPqQq